# World of Warcraft: Dragonflight
World of Warcraft: Dragonflight est la neuvième extension du jeu de rôle en ligne massivement multijoueur World of Warcraft. Elle a été annoncée le 19 avril 2022 et a pour thème les Vols draconiques et les Îles aux Dragons. Le jeu est sorti le 29 novembre 2022.

## Système de jeu

### Les Îles aux Dragons
L'Alliance et la Horde envoient une expédition commune vers les Îles aux Dragons. Celles-ci constituent le nouveau continent de Dragonflight et rassemblent cinq zones : quatre zones de leveling et une zone de départ pour les Dracthyrs.
- Les Rivages de l'Éveil : la zone des Vols draconiques rouge et noir.
- Les Plaines d'Ohn'ahra : la zone du Vol draconique vert, où vivent les centaures Maruuk.
- La Travée Azur : la zone du vol draconique bleu, une région glacée peuplée de roharts, de gnolls et de furbolgs.
- Thaldraszus : la zone du vol draconique bronze et le siège du pouvoir des Aspects.
- Les Confins Interdits : une île isolée qui est la zone de départ des Dracthyrs.

Valdrakken est la capitale de l'extension Dragonflight, et les différents Vols draconiques se partagent son contrôle.

### Les Évocateurs Dracthyrs
Dragonflight apporte une nouvelle classe, Évocateur, et une nouvelle race, les Dracthyrs. Les deux sont toutefois liés car seuls les Dracthyrs peuvent être Évocateurs et il s'agit là de leur seule classe possible. Celle-ci, centrée sur le combat à mi-distance, dispose de trois spécialisations :
- Dévastation (DPS distance)
- Augmentation (DPS distance)
- Préservation (Soins)

L'Évocateur Dracthyr peut alterner entre deux formes : draconique ou humanoïde. Les deux formes sont entièrement personnalisables et les joueurs peuvent alterner entre l'une ou l'autre en cours de jeu.
Cette classe héroïque débute au niveau 58 dans les Confins Interdits. À la création du personnage, les Évocateurs Dracthyrs doivent choisir entre l'Alliance et la Horde.

### Vol à dos de dragon
Au cours de la progression durant l'extension Dragonflight, il est possible d'obtenir quatre drakes comme nouvelles montures volantes. Celles-ci diffèrent des autres montures volantes du jeu World of Warcraft : les drakes sont en effet personnalisables et leur utilisation nécessite de nouvelles compétences de monte qui peuvent être obtenues au cours du jeu.
Ces quatre montures disposent en outre de plusieurs fonctionnalités :
- Un arbre de compétences à débloquer progressivement ;
- Une maîtrise du vol à faire progresser jusqu'au niveau maximum ;
- De nouvelles capacités disponibles au fil des niveaux/aptitudes (par exemple afin de lutter contre l'épuisement ou la gravité) ;
- De nouvelles options de personnalisation à obtenir.

## Nouveautés
Les principales nouveautés de cette neuvième extension sont :
- Un nouveau continent, les îles aux Dragons, constituées de cinq zones.
- Une nouvelle race et classe liées : l'Évocateur Dracthyr.
- La limite de niveau passe de 60 à 70.
- Une nouvelle fonctionnalité appelée "Dragon Riding", permettant aux joueurs de personnaliser quatre dragons qu'ils peuvent utiliser dans un nouveau système de vol basé sur l'élan et utilisant des compétences aériennes[4]. Le vol est disponible dès le début de l'extension, sans qu'il soit nécessaire d'atteindre le niveau maximum.
- Un nouveau système de talents avec deux arbres : un arbre de techniques utilitaires et un arbre de spécialisation.
- Une refonte du système de professions du jeu, permettant aux joueurs de passer des commandes concernant la création d'objets.
- La modernisation de l'interface utilisateur et un mode édition pour permettre aux joueurs de déplacer les éléments de l'interface.

## Paramètres
Le jeu se déroule trois ans après les événements de Shadowlands, et se déroule en grande partie dans les îles des dragons, la patrie ancestrale des dragons,. Plus de 20 000 ans avant World of Warcraft, les anciens ancêtres des dragons modernes, connus simplement sous le nom de "protodragons", ont conclu un accord avec une race d'êtres divins connus sous le nom de Titans, qui les ont dotés de magie pour les transformer en dragons modernes. Les dragons sont divisés en cinq meutes de dragons, des organisations distinctes, chacune dirigée par un puissant seigneur dragon connu sous le nom d'Aspects, et comprenant de nombreuses ramifications de dragonkin,. Ces ramifications sont appelées dragonkin et comprennent un draktir, qui peut alterner entre la forme dragonkin et la forme humanoïde.
Quelque temps après l'apparition des meutes de dragons, les Protodragons restants furent dirigés par les Primaux, des traditionalistes qui rejetaient le pouvoir des Titans et cherchaient à devenir la force dominante d'Azeroth. Les chefs des Primals, les Incarnate Primals, ont été scellés par les Aspects.

## Réception
Dragonflight a reçu des critiques "généralement favorables" avec 82 points sur Metacritic. PC Gamer a donné une note de 80/100 à l'add-on, déclarant que même si l'add-on n'était pas "excitant", il ressemblait à un "nouveau départ pour un jeu vidéo vieux de 20 ans". Screen Rant a décrit Dragonflight comme "irrésistible" et "fantastique", attribuant au jeu une note de 9/10, tout en notant que "malgré toutes les nouvelles [...] innovations, il s'agit en fin de compte du même jeu qu'auparavant, pour le meilleur et pour le pire". Destructoid l'a noté 85/100, déclarant que " Depuis que Legion a débarrassé les joueurs des rudes Warlords of Drenor, WoW renaît de ses cendres une fois de plus ", un sentiment partagé par de nombreuses publications et fans en comparaison avec Le Royaume des Ombres.